# Вірші Агати Крісті
«Вірші Агати Крісті» (англ. Poems (Agatha Christie)) — друга книга поезій англійської письменниці Агати Крісті, першою була «Дорога мрій». Була видана у жовтні 1973 року.
Книга складається з двох томів. 

## Книга

### Том 1
- П'єро постарів (англ. Pierrot Grown Old)
- Дзвони Британії (англ. Islot of Brittany)
- Приходе Біатріс (англ. Beatrice Passes)
- Пальми у Єгипті  (англ. A Palm Tree in Egypt)
- У диспансері (англ. In a Dispensary)

### Том 2
- Речі (англ. Things)
- Місця (англ. Places)
- Любов Вірші та інше (англ. Love Poems and Others)
- Вірші сучасності (англ. Verses of Nowadays)